# Danemark au Concours Eurovision de la chanson 2000
Le Danemark a participé au Concours Eurovision de la chanson 2000 à Stockholm, en Suède. C'est la 30e participation et 2e victoire danoise au Concours Eurovision de la chanson.
Le pays est représenté par les Olsen Brothers et la chanson Fly on the Wings of Love, sélectionnés au moyen du Dansk Melodi Grand Prix (alors interprétée dans sa version originale danoise Smuk som et stjerneskud) organisé par Danmarks Radio.

## Sélection

### Dansk Melodi Grand Prix 2000
Le radiodiffuseur danois, Danmarks Radio (DR), organise le Dansk Melodi Grand Prix 2000 pour sélectionner l'artiste et la chanson représentant le Danemark au Concours Eurovision de la chanson 2000.
La finale nationale, présentée par Natasja Crone (da) et Michael Carøe (da), a lieu le 19 février 2000 au bâtiment du Cirque (da) (Cirkusbygningen) à Copenhague.
Les chansons sont toutes interprétées en danois, langue nationale du Danemark. La chanson sélectionnée fut interprétée en anglais lors de l'Eurovision 2000.
Lors de cette sélection, ce sont les frères Olsen et la chanson Smuk som et stjerneskud, écrite et composée par Jørgen Olsen, qui furent choisis. La chanson sélectionnée est interprétée à l'Eurovision 2000 dans une version en anglais sous le titre Fly on the Wings of Love.

#### Finale
| Ordre | Artiste               | Chanson                 | Traduction                     | Points | Place |
| ----- | --------------------- | ----------------------- | ------------------------------ | ------ | ----- |
| 1     | Brødrene Olsen        | Smuk som et stjerneskud | Beau comme une étoile filante  | 58     | 1     |
| 2     | Trine Gadeberg (da)   | Lykkefugl               | Oiseau de bon augure           | 22     | 5     |
| 3     | Charlotte Vigel       | Hva' så med mig?        | Et moi alors ?                 | –      | 6     |
| 4     | Johnny Jørgensen (da) | Den drømmende by        | La ville de rêve               | –      | 6     |
| 5     | Lotte Lisby           | Julian                  | –                              | –      | 6     |
| 6     | Fenders               | Lov mig du blir' her    | Promets-moi de rester là       | –      | 6     |
| 7     | Aida                  | Mayday, Mayday          | –                              | 38     | 4     |
| 8     | Gry Johansen (es)     | Sig du vil ha' mig      | Dis que tu me veux             | –      | 6     |
| 9     | Ole Skovhøj           | Stjernen der viser vej  | L'étoile qui te montre la voie | 42     | 2     |
| 10    | Sanne Gottlieb (da)   | Uden dig                | Sans toi                       | 40     | 3     |

## À l'Eurovision

Points attribués au Danemark au Concours Eurovision de la chanson 2000.

### Points attribués par le Danemark
| 12 points | Islande   |
| 10 points | Suède     |
| 8 points  | Lettonie  |
| 7 points  | Norvège   |
| 6 points  | Russie    |
| 5 points  | Irlande   |
| 4 points  | Estonie   |
| 3 points  | Malte     |
| 2 points  | Allemagne |
| 1 point   | Turquie   |

### Points attribués au Danemark
| 12 points                                                                          | 10 points                                                                | 8 points          | 7 points | 6 points             |
| ---------------------------------------------------------------------------------- | ------------------------------------------------------------------------ | ----------------- | -------- | -------------------- |
| - Allemagne - Irlande - Islande - Israël - Lettonie - Royaume-Uni - Russie - Suède | - Autriche - Belgique - Espagne - Finlande - Norvège - Pays-Bas - Suisse | - Estonie - Malte | - France |                      |
| 5 points                                                                           | 4 points                                                                 | 3 points          | 2 points | 1 point              |
|                                                                                    | - Chypre                                                                 |                   |          | - Roumanie - Turquie |

Les Olsen Brothers interprètent Take Me to Your Heaven en 14e position, après l'Espagne et avant l'Allemagne. Au terme du vote final, le Danemark termine 1er, obtenant 195 points, sur 24 pays.